# Ragnar Grímsson
Ragnar Grímsson is een electrogroep uit Nederland. De groep, bestaande uit Joakim en Thor Helvete, begon in 2005 en bracht in het eerste jaar drie albums uit. Alle platen werden uitgebracht door Kvlt Promo Grrrl.
De naam Ragnar Grímsson is gebaseerd op de naam van de IJslandse president Ólafur Ragnar Grímsson. Deze staat ook afgebeeld op de hoes van het eerste album, Der Partyführer. De muziek en teksten zĳn niet gerelateerd aan Ólafur Ragnar Grímsson.
De muziek wordt uitgebracht onder het etiket Kvlt Promo Grrrl. Voor de twee laatste albums kozen de leden van Ragnar Grímsson voor een thema. Gemüse ist Krieg ging over groente en was volledig in het Duits. Je t'aime ging over liefde en Frankrijk. Ragnar Grímsson heeft nummers in verschillende talen: Nederland, Zweeds, Duits, Frans, Engels, Italiaans en Noors (Nynorsk).

## Discografie
- Der Partyführer (maart 2005)
- Gemüse ist Krieg (april 2005)
- Je t'aime (oktober 2005)